# Johan van Nassau-Hadamar
Johan van Nassau-Hadamar († tussen 12 november 1364 en 20 januari 1365), Duits: Johann Graf von Nassau-Hadamar, was graaf van Nassau-Hadamar, een deel van het graafschap Nassau. Hij stamt uit de Ottoonse Linie van het Huis Nassau.

## Biografie
Johan was de tweede zoon van graaf Emico I van Nassau-Hadamar en Anna van Neurenberg, dochter van burggraaf Frederik III van Neurenberg en Helena van Saksen.

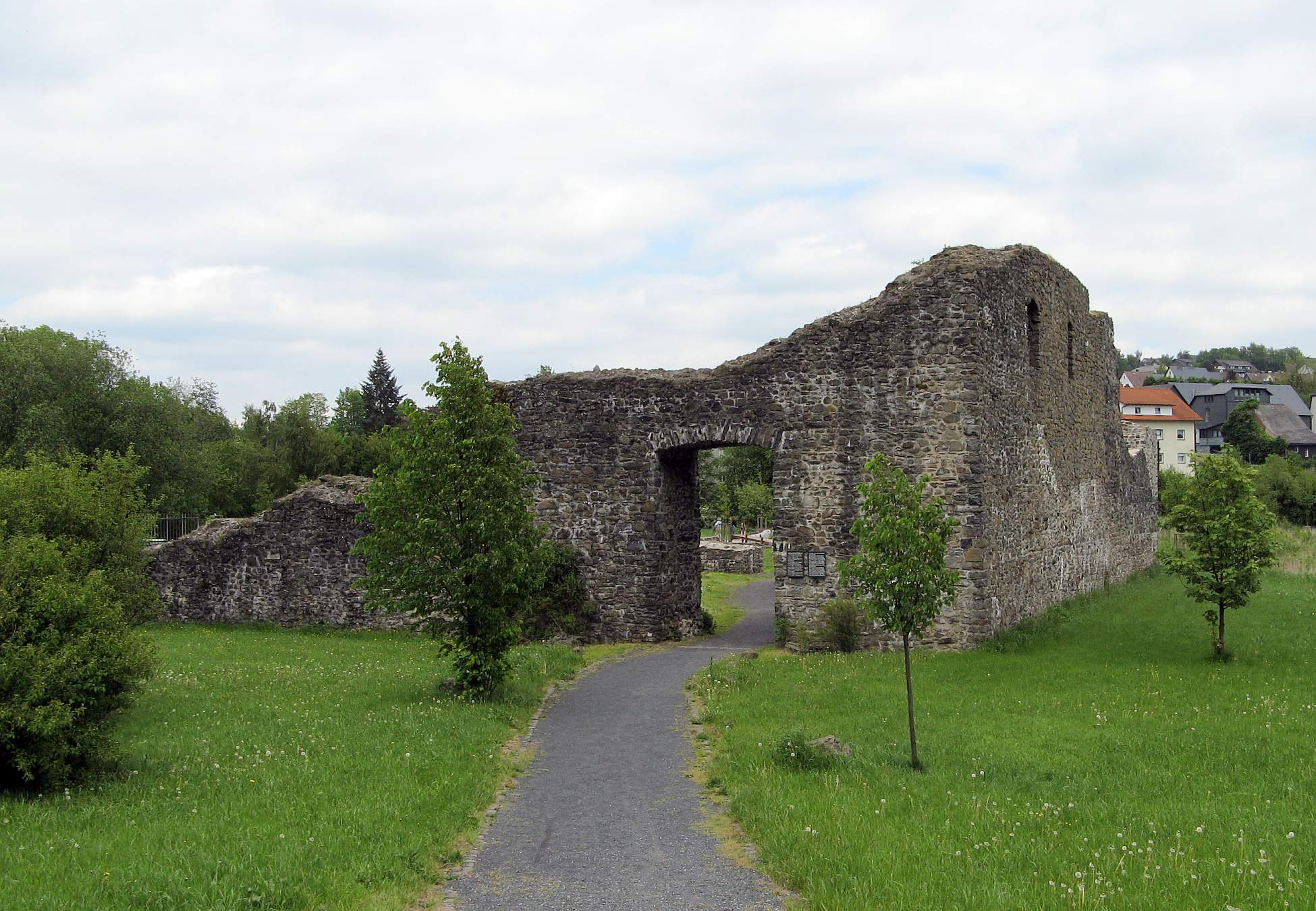
De ruïne van het Junkernschloss te Driedorf

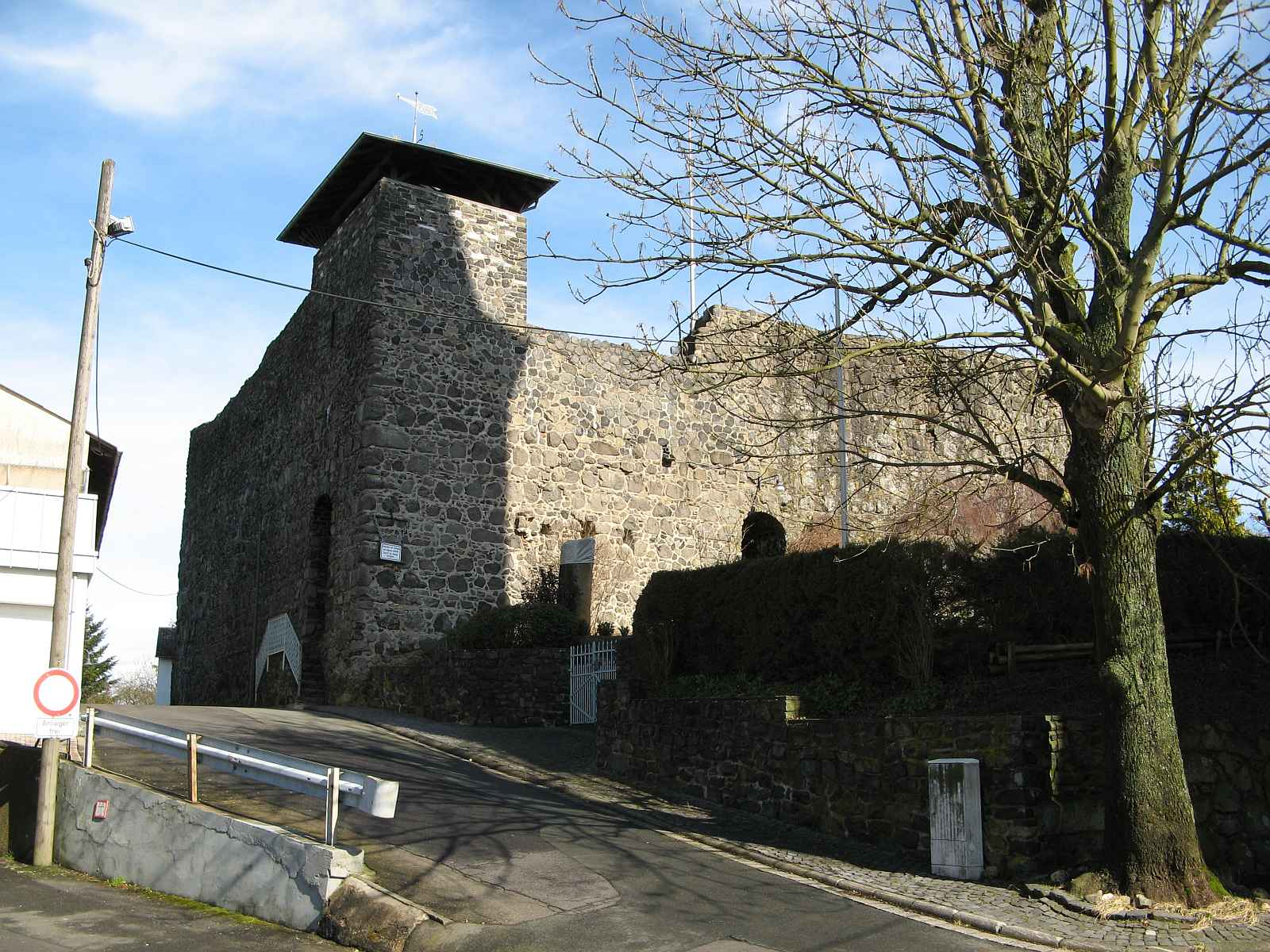
De ruïne van de burcht te Ellar

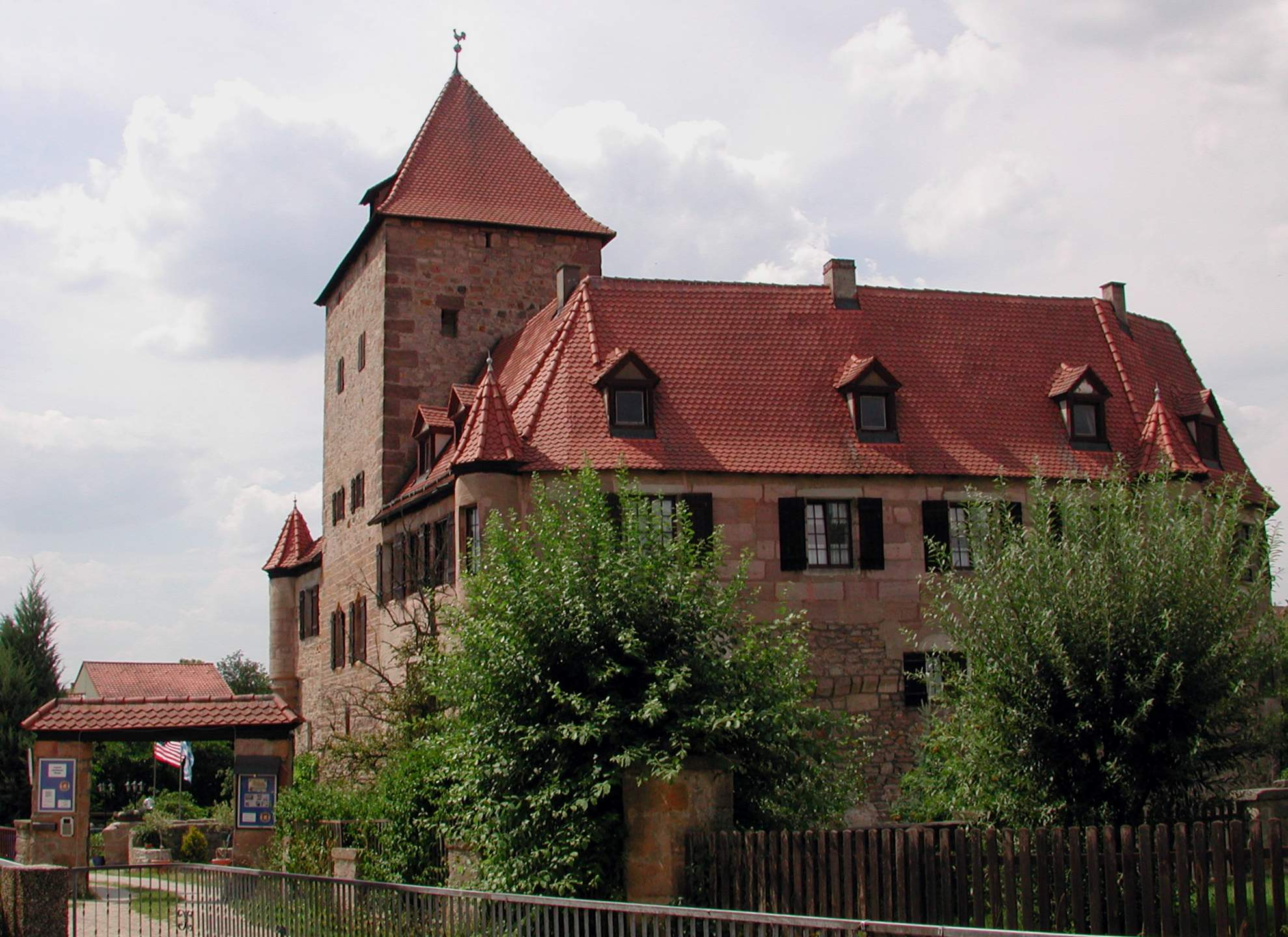
Slot Kornburg

Johan volgde in 1334 zijn vader op. Johan zette allereerst de verwervingspolitiek van zijn vader voort. De heren van Westerburg verpandden hem in 1334 de helft van de Burcht Schaumburg. Eveneens in 1334 kocht hij van Wittekind van Lichtenstein en diens zonen Werner, Johan en Wittekind hun aandeel van Driedorf voor 200 mark; zijn vader Emico I had het andere deel van de heren van Greifenstein verworven. Nog belangrijker was het dat het Johan lukte op 28 maart 1337 het ambt Ellar, met zijn talrijke dorpen, de jurisdictie alsook het recht op de jacht en de visserij, en het bezit van hout en veld met alle inkomsten, van graaf Godfried van Diez en diens voor zijn vader regerende zoon Gerhard VI voor 1450 Limburgse marken in pand te verwerven. Gerhard had in 1324 Johans zuster Jutta gehuwd, die haar erfdeel van de ouderlijke bezittingen verlangde, maar zich later met een geldsom tevreden stelde.
Sinds 1337 liet Johan zijn broer Emico II aan de regering deelnemen. Emico was eerst geestelijke en was sinds 1328 kanunnik te Mainz en Speyer. Hij verliet de geestelijke stand, vermoedelijk – als men rekening houdt met zijn latere houding – in onvrede en met een levenslange vijandschap tegen de geestelijkheid, en werd tot zijn overlijden op 1 maart 1359 door Johan bij de regering van het graafschap ingeschakeld. Emico verbleef echter meestal op de van hun moeder Anna geërfde bezittingen in Kammerstein in Franken. ‘Emiche Greve zu Nassauwe’ kwam tot overeenstemming met ‘Johans unseris Bruders’ over hun erfenis in een oorkonde gedateerd 22 juni 1352, in aanwezigheid van ‘unse … Muter Frauwen Anne Grevinnen zu Nassowe … unsen … Ohem Johans Burgreve zu Nurinberg’.

### Neergang van het graafschap
Vanaf ongeveer 1348 werd Johans regering echter vooral door verkopen, verpandingen en beleningen van zijn bezittingen bepaald, die hij uit geldnood ondernam. Oorzaak van zijn financiële moeilijkheden waren de talrijke vetes waaraan hij deelnam en die meestal alleen maar geld kostten. Ook zijn partijkeuze voor de latere keizer Karel IV tegen keizer Lodewijk IV ‘de Beier’ en daarna tegen Günther XXI van Schwarzburg was uiteindelijk in financieel opzicht niet lucratief. Weliswaar wees Karel IV Johan als schadeloosstelling voor de geleden oorlogskosten een jaarlijkse rente van 400 gulden uit de belastinginkomsten uit de stad Wetzlar toe, maar deze rente schijnt niet of amper betaald te zijn geweest. In 1356 verleende de keizer, voor een vordering van 5000 gulden, Johan een aandeel in de rijntol te Oberlahnstein. Een andere, door zijn verwant Gerlach van Nassau, de aartsbisschop en keurvorst van Mainz, van Karel IV overgenomen schuld van 2600 gulden, moest in 1357 eveneens uit deze tol gedelgd worden. Johan ontving de overeengekomen betalingen echter slechts tijdelijk, zonder een volledige vergoeding van zijn kosten te krijgen.
Johan ondersteunde in 1349 aartsbisschop Gerlach van Mainz tegen diens door de paus afgezette voorganger Hendrik III van Virneburg. Eind 1350 of begin 1351 namen Johan en zijn broer Emico aan de zijde van hun neef Otto II van Nassau-Siegen deel aan diens vete met de broers Godfried en Wilderik III van Walderdorff, waarbij Otto zijn leven verloor. Johans geldzorgen werden aanzienlijk vergroot toen hij in 1351, als bondgenoot van de stad Limburg in haar vete met de heren van Hatzfeld, door dezen in een schermutseling bij Löhnberg gevangengenomen werd en zijn vrijheid met een aanzienlijk losgeld, waarvan de hoogte overigens onbekend is, moest vrijkopen. In 1363 tot slot ondersteunde Johan hertog Stefanus II van Beieren in diens twist met hertog Rudolf IV van Oostenrijk in hun strijd om Tirol.
De verkopen en vervreemdingen van familiebezit begonnen al in 1347, toen hij de heren van Mudersbach, die zich sinds de jaren 1340 sterk in het kerspel Driedorf ingekocht hadden, een voormalig Lichtensteinse boerderij schonk. In het volgende jaar verkocht hij aan hen een deel van zijn inkomsten uit deze stad. Eveneens in 1348 droeg hij stad en kerspel Driedorf met de jurisdictie en alle toebehoren in leen op aan landgraaf Hendrik II van Hessen; alleen de Lichtensteinse goederen werden uitgesloten. De door zijn vader in 1325 gekochte boerderij in Gaudernbach ging in 1351 weer terug naar de vorige eigenaar, en de familie Frei uit Dehrn kochten in 1352 Johans wijngaarden en vruchtenbelasting in Dietkirchen voor 1350 mark terug. De Lichtensteinse goederen en tienden in het kerspel Driedorf werden in 1353 voor 600 mark in pand gegeven aan zijn zwager Gerhard van Diez. In 1356 droeg Johan bezittingen in Nassau, Dausenau en Hadamar (de boerderijen Schnepfenhäuser en Rödchen), de tienden uit Horchheim en het jachtrecht in het Sporkerwald in leen op aan Bohemund II van Saarbrücken, de aartsbisschop en keurvorst van Trier, en kreeg ze van deze in leen terug. In 1358 verpandde Johan de uit de erfenis van zijn grootmoeder Agnes van Leiningen, de echtgenote van graaf Otto I van Nassau, stammende drie dorpen bij Worms voor 800 pond heller aan de Abdij van Fulda. De door Johans vader Emico in 1337 in pand verworven heerlijkheid Ellar kwam tussen 1356 en 1362 door inlossing weer aan graaf Gerhard VII van Diez. In 1363 verkocht Johan de helft van de plaatsen Ems en Dausenau voor 2000 gulden aan Kuno II van Falkenstein, de aartsbisschop van Trier, en zijn boerderij zu den Hann in de Esterau voor 500 gulden aan Dietrich von Staffel.
Het Frankische familiebezit rond de Burcht Kammerstein, die door keizer Karel IV in 1348 als schadeloosstelling in rijksleen aan Johan gegeven werd, werd na de dood van zijn broer Emico II in 1359 binnen enkele jaren compleet verkocht. Reeds op 2 februari 1360 verkocht Johan, met keizerlijke toestemming, Altdorf bei Nürnberg met de toebehorende dorpen voor 10.160 pond heller aan zijn neef burggraaf Albrecht ‘de Schone’ van Neurenberg. In 1361 verkocht hij hem ook Heroldsberg. Zijn hof in Neurenberg verkocht hij in 1363 aan een patriciër uit die stad. In 1364 tot slot verkocht hij ook de Burcht Kammerstein, de marktplaatsen Schwabach en Kornburg en zijn nog overgebleven Frankische goederen voor 15.400 pond heller aan Albrecht ‘de Schone’.

### Klooster Eberbach
In 1353 werd Johan vermeld als beschermheer van Klooster Eberbach in Eltville, dit is overigens niet geheel zeker. Als het zo was, dan beschermde hij het klooster in ieder geval niet zeer succesvol tegen de vijandelijke handelingen van zijn broer Emico II, die het klooster aanzienlijke heffingen over de bezittingen van het klooster in Nassau-Hadamar oplegde.

### Overlijden en opvolging
Johan overleed tussen tussen 12 november 1364 (de datum van zijn testament) en 20 januari 1365 (de datum waarop zijn testament bekrachtigd werd door zijn zoon). Hij werd opgevolgd door zijn zoon Hendrik.

## Huwelijk en kinderen
Johan huwde vóór 1331 met Elisabeth van Waldeck († vóór 22 juni 1385), de dochter van graaf Hendrik IV van Waldeck en Adelheid van Kleef.

Uit dit huwelijk werden geboren:
1. Emico ‘der Ältere’ (1331 – 8 juni 1343).
2. Emico ‘der Jüngere’ († 24 februari 1358), was kanunnik van de Dom van Mainz sinds 1357.
3. Helena († 1344).
4. Johan († 23 februari 1362), bezegelde met zijn vader op 10 mei 1361 de beschrijving van het weduwengoed van zijn moeder, zodat hij op die datum zonder twijfel meerderjarig was, overleed ongehuwd.
5. Hendrik († vóór 1369), volgde zijn vader op.
6. Emico III († na 21 juni 1394), volgde zijn broer op.
7. Anna († 21 januari 1404), huwde eerst vóór 8 november 1362 met graaf Rupert ‘de Krijgshaftige’ van Nassau-Sonnenberg (ca. 1340 – 4 september 1390), en hertrouwde vóór 11 januari 1391 met graaf Diederik VIII van Katzenelnbogen († 17 februari 1402).
8. Elisabeth († 18 december 1413), was abdis van het Sticht Essen sinds 26 maart 1370.
9. Elichin († na 1405, vóór 1416), huwde vóór 12 november 1364 met graaf Frederik VII van Castell († Slot Großlangheim, 3 oktober 1376).
10. Adelheid (1345 (?) – na 1 november 1390), huwde vóór 1370 met graaf Willem I van Castell († 1 mei 1399).
11. ? Johan, was monnik te Erbach 1391.
12. ? Margaretha († 26 november 1363), was non in het Sint-Claraklooster te Würzburg.

## Voorouders
| Voorouders van Johan van Nassau-Hadamar | Voorouders van Johan van Nassau-Hadamar                                                                   | Voorouders van Johan van Nassau-Hadamar                                                                   | Voorouders van Johan van Nassau-Hadamar                                         | Voorouders van Johan van Nassau-Hadamar                                         | Voorouders van Johan van Nassau-Hadamar                                         | Voorouders van Johan van Nassau-Hadamar                                         | Voorouders van Johan van Nassau-Hadamar                                            | Voorouders van Johan van Nassau-Hadamar                                                                |
| --------------------------------------- | --- | --- | ------------------------------------------------------------------------------- | ------------------------------------------------------------------------------- | ------------------------------------------------------------------------------- | ------------------------------------------------------------------------------- | ---------------------------------------------------------------------------------- | --- |
| Betovergrootouders                      | Walram I van Nassau (ca. 1146–1198) ⚭ Kunigunde (?–1198)                                                  | Otto I van Gelre en Zutphen (?–1207) ⚭ ca. 1185 Richardis van Beieren (?–1231)                            | Frederik III van Leiningen (?–1237) ⚭ 1202/05 Agnes van Eberstein (1185/87–?)   | ? (?–?) ⚭ ? (?–?)                                                               | Frederik II van Zollern (?–1200) ⚭ Sophia van Raabs (?–ca. 1204)                | ? (?–?) ⚭ ? (?–?)                                                               | Bernhard III van Saksen (1140–1212) ⚭ Judith van Polen (?–na 1201)                 | Otto I ‘het Kind’ van Brunswijk en Lüneburg (1204–1252) ⚭ 1228 Mathilde van Brandenburg (1206/15–1261) |
| Overgrootouders                         | Hendrik II ‘de Rijke’ van Nassau (ca. 1180–1247/50) ⚭ vóór 1215 Machteld van Gelre en Zutphen (?–na 1247) | Hendrik II ‘de Rijke’ van Nassau (ca. 1180–1247/50) ⚭ vóór 1215 Machteld van Gelre en Zutphen (?–na 1247) | Emico IV van Leiningen (?–1276/79) ⚭ Elisabeth (?–1263)                         | Emico IV van Leiningen (?–1276/79) ⚭ Elisabeth (?–1263)                         | Koenraad I van Neurenberg (?–1260/61) ⚭ Clementia (?–?)                         | Koenraad I van Neurenberg (?–1260/61) ⚭ Clementia (?–?)                         | Albrecht I van Saksen (?–1260) ⚭ 1247/48 Helena van Brunswijk-Lüneburg (1223–1273) | Albrecht I van Saksen (?–1260) ⚭ 1247/48 Helena van Brunswijk-Lüneburg (1223–1273)                     |
| Grootouders                             | Otto I van Nassau (?–1289/90) ⚭ vóór 1270 Agnes van Leiningen (?–na 1299)                                 | Otto I van Nassau (?–1289/90) ⚭ vóór 1270 Agnes van Leiningen (?–na 1299)                                 | Otto I van Nassau (?–1289/90) ⚭ vóór 1270 Agnes van Leiningen (?–na 1299)       | Otto I van Nassau (?–1289/90) ⚭ vóór 1270 Agnes van Leiningen (?–na 1299)       | Frederik III van Neurenberg (?–1297) ⚭ vóór 1278 Helena van Saksen (?–1309)     | Frederik III van Neurenberg (?–1297) ⚭ vóór 1278 Helena van Saksen (?–1309)     | Frederik III van Neurenberg (?–1297) ⚭ vóór 1278 Helena van Saksen (?–1309)        | Frederik III van Neurenberg (?–1297) ⚭ vóór 1278 Helena van Saksen (?–1309)                            |
| Ouders                                  | Emico I van Nassau-Hadamar (?–1334) ⚭ vóór 1297 Anna van Neurenberg (?–1355/57)                           | Emico I van Nassau-Hadamar (?–1334) ⚭ vóór 1297 Anna van Neurenberg (?–1355/57)                           | Emico I van Nassau-Hadamar (?–1334) ⚭ vóór 1297 Anna van Neurenberg (?–1355/57) | Emico I van Nassau-Hadamar (?–1334) ⚭ vóór 1297 Anna van Neurenberg (?–1355/57) | Emico I van Nassau-Hadamar (?–1334) ⚭ vóór 1297 Anna van Neurenberg (?–1355/57) | Emico I van Nassau-Hadamar (?–1334) ⚭ vóór 1297 Anna van Neurenberg (?–1355/57) | Emico I van Nassau-Hadamar (?–1334) ⚭ vóór 1297 Anna van Neurenberg (?–1355/57)    | Emico I van Nassau-Hadamar (?–1334) ⚭ vóór 1297 Anna van Neurenberg (?–1355/57)                        |